# Alfred Neven DuMont (Verleger, 1868)
Alfred Eduard Maria Neven DuMont (* 20. Februar 1868 in Köln; † 8. Dezember 1940 ebenda) war ein deutscher Verleger.

## Leben
Alfred Neven DuMont war ein Sohn des Verlegers August Neven DuMont. Nach dem Studium der Rechtswissenschaften in Genf und Straßburg wurde er 1890 in der Wiener Hof- und Staatsdruckerei im Druckereigewerbe ausgebildet. Danach arbeitete er in der Reichsdruckerei Berlin und einer Papierhandlung in Köln. 1892 trat er in das von seinem Vater geführte Verlagshaus M. DuMont Schauberg ein und leitete die dortige Druckerei. 1895 wurde er Prokurist. Als sein Vater im Jahr darauf starb, übernahm Alfred Neven DuMont zusammen mit seinem älteren Bruder Josef Neven DuMont als vollberechtigter Teilhaber die Leitung des Verlagshauses. 1915 wurde er Seniorpartner des Unternehmens und leitete es zusammen mit seinem Neffen August Neven DuMont. Er gab den Kölner Stadt-Anzeiger und ab 1926 die Kölnische Illustrierte Zeitung heraus. Überdies war er Handelsrichter, stellvertretender Vorsitzender des Vereins Deutscher Zeitungsverleger (VDZV) und Vorstandsmitglied des Vereins Rheinischer Zeitungsverleger.

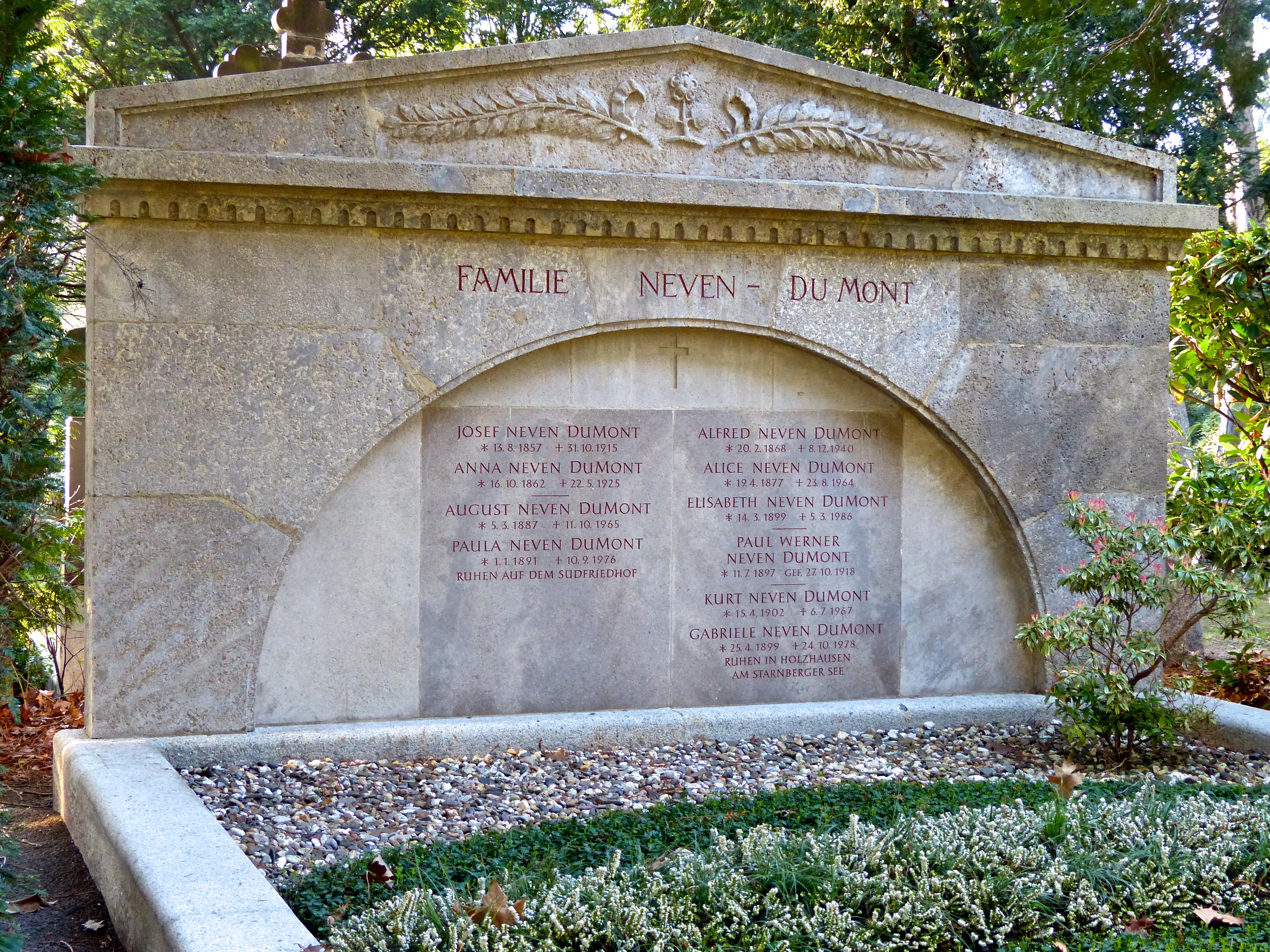
Grab der Familie Neven Dumont auf dem Kölner Friedhof Melaten

Er war mit der Frauenrechtlerin Alice Minderop (1877–1964) verheiratet. Das Paar hatte zwei Töchter sowie zwei Söhne: Paul (1897–1918) und Kurt Neven DuMont (1902–1967).
Alfred Neven DuMonts gleichnamiger Enkel (1927–2015) war von 1990 bis Anfang 2015 Vorsitzender des Aufsichtsrats der Unternehmensgruppe M. DuMont Schauberg.
Alfred Neven DuMont wurde im Familiengrab auf dem Kölner Friedhof Melaten  (Flur 63a) beigesetzt.

## Auszeichnungen
- Roter Adler-Orden 4. Klasse
- Titel Kommerzienrat
- 1924: Ehrensenator der Deutschen Akademie der Wissenschaften
- 1927: Ehrendoktorwürde (Dr. iur.) der Universität Köln